# Tawan Khotrsupho
Tawan Khotrsupho (nacido el 23 de enero de 2000) es un futbolista tailandés que juega como delantero en el Cerezo Osaka de la J1 League.

## Trayectoria

### Clubes
| Club                  | País      | Año    |
| --------------------- | --------- | ------ |
| BG Pathum United FC   | Tailandia | 2019 - |
| Cerezo Osaka (cedido) | Japón     | 2019 - |